# S/2019 S 1
S/2019 S 1は、土星を公転している衛星の一つである。

## 発見
2019年7月から2021年6月にかけてハワイ島のマウナケア山にあるカナダ・フランス・ハワイ望遠鏡 (CFHT) で撮影された画像データを分析した E. J. Ashton らによる観測チームによって発見され、2021年11月16日に小惑星センター (MPC) が公開した小惑星電子回報 (Minor Planet Electronic Circular、MPEC) にて発見の公表および仮符号における名称が与えられた。そのため、発見が公表されたのは2021年であるが、最初に観測されていたことが判明した 2019 が仮符号に含まれている。

## 特徴
S/2019 S 1 は、土星から約1100万 km前後離れたところを約450日の公転周期で公転しており、土星の自転に対して同じ方向に公転する順行軌道を描くイヌイット群に属する不規則衛星である。S/2019 S 1 の軌道は軌道離心率が約 0.6229 にも及ぶ非常に細長い楕円形になっており、この軌道離心率の値は他のイヌイット群に属する衛星よりも大きく、既知の太陽系内の衛星の中でも特に大きい値になっている。
S/2019 S 1 という名称は仮符号に基づくものであり、2021年11月時点で衛星への命名は行われていない。直径は約 5 kmと推定されており、現在知られている土星の不規則衛星の中では最もサイズが小さい衛星の一つであると考えられている。S/2019 S 1 と非常に軌道が似ており、同じくイヌイット群に分類されている衛星としてキビウクとイジラクがあるが、S/2019 S 1 はこれらの衛星で起きた天体衝突により形成された残骸である可能性がある。2015年9月に土星探査機カッシーニが S/2019 S 1 から約210万 kmの位置にまで接近しており、このとき既に存在が知られていれば、絶好の観測の機会になっていたかもしれない。